# 老婆迷
老婆迷是指男性对于自己的妻子极端宠爱，时时处处为其着想，对其千依百顺。
对于“老婆迷”的态度，大众褒贬不一。身处其中的女性大多数都比较喜欢这种被宠爱的感觉，其他女性也多会有持羡慕态度。但就男性大众之中，多对此持不屑态度，他们会觉得一味宠爱自己的伴侣和“唯命是从”的做法不够有男子气概，不够“爷们儿”。
老婆迷不同於怕老婆，老婆迷往往是出於自願，對妻子關懷備至是出於對妻子的愛，怕老婆卻往往是因為恐懼、怕煩、怕受罰或其他不良後果才對妻子唯命是從。